# Аку Тонгми
Аку Тонгми (настоящее имя —  Дорджи; 1913-2007) — бутанский композитор, автор музыки государственного гимна Бутана.

## Биография
До 1953 года обучался в Шиллонге (Индия). Стал первым капельмейстером в Бутане. 
Состоял в королевской армии Бутана.
Через четыре месяца после его возвращения из Индии возникла необходимость создания гимна  накануне государственного визита в Бутан индийского премьер-министра Джавахарлала Неру. Король Бутана Джигме Дорджи Вангчук объявил конкурс на создание государственного гимна.
В результате отбора сочинение музыки к гимну было поручено Аку Тонгми, в тот время руководившему военным духовым оркестром страны, а текста гимна — дашо Гялдун Тинли .
Аку Тонгми отвечал за создание мелодии. Основой для мелодии послужили индийский и британский гимны, а также народная бутанская песня «Три ньяма медпа пемай три» («Извечный трон лотоса»). Кроме того, Тонгми стал и автором хореографического сопровождения к гимну, также основанного на национальных танцевальных движениях.
Гимн был утверждён в 1953 году.